# Armeense dram
De Armeense dram (Armeens: դրամ) is de munteenheid van Armenië. De vertaling van 'dram' is 'geld'. Het Griekse 'drachme' heeft dezelfde oorsprong.
De volgende munten worden gebruikt: 10, 20, 50, 100, 200 en 500 dram. Het papiergeld is beschikbaar in 1000, 2000, 5000, 10.000, 20.000, 50.000 en 100.000 dram.
De eerste dram werd gebruikt in Armenië van 1199 tot 1375. Nadat Armenië in 1991 onafhankelijk werd van de Sovjet-Unie werd in 1993 de roebel vervangen door de dram (200 roebel = 1440,33 dram).